# گروه ویلو
 ویلو اس‌ای یکی از تولیدکنندگان پیشرو جهان درزمینه پمپ و سیستم های پمپاژ برای چهار تقسیم‌بندی بازار ( ساختمانی، OEM ، مدیریت آب و صنعت)  با مقری در دورتموند  در ایالت نوردراین-وستفالن ، آلمان است. این شرکت در سال ۱۸۷۲ به عنوان کارخانه مس و برنج تأسیس شد. بیش از ۶۰ شرکت تابعه در بیش از ۵۰ کشور و در حدود ۸۵۰۰ نفر را در سراسر جهان به‌کار گرفته‌است. این شرکت محصولات خود را تحت عناوینی چون ویلو، سالمسون، مَدِر اند پلات و جی‌وی‌ای عرضه می‌کند.
گاه شمار ویلو
- ۱۸۷۲ تاسیس شزکت "Messingwarenfabrik Louis Opländer Maschinenbau"
- ۱۹۲۸  نو آوری اولین پمپ شتاب دهنده سیرکولاسیون
- ۱۹۶۵ تاسیس شرکت های تابعه بین المللی با مالکیت ویلو
- ۱۹۸۵ کسب مالکیت شرکت فرانسوی پمپ های سالمسون Pompes Salmson
- ۱۹۸۸ راه اندازی خط تولید "Wilo "Star-E اولین پمپ سیرکولاتور با کنترل الکترونیک جهان
- ۱۹۹۴ افتتاح خط تولید جدید , Wilo Pumps Ltd. در کشور کره جنوبی
- ۲۰۰۱ تولید قطعات الکترونیکی در کارخانه دورتموند
- ۲۰۰۳ کسب مالکیت شرکت های آلمانی EMU Unterwasserpumpen GmbH and EMU Anlagenbau GmbH
- ۲۰۰۵ کسب مالکیت شرکت هندی Mather & Platt Pumps Ltd
- ۲۰۰۶ کسب مالکیت شرکت انگلیسی Circulating Pumps Ltd
- ۲۰۰۷ تغییر نام شرکت از WILO AG به WILO SE
- ۲۰۱۱ تاسیس بنیاد  Caspar Ludwig Opländer
- ۲۰۱۴ شکل دهی شرکت Wilo Salmson France SAS با ادغام شرکت های "ویلو فرانسه " و "Pompes Salmson "
- ۲۰۱۶ کسب مالکیت شرکت آلمانی GVA Gesellschaft für Verfahren der Abwassertechnik mbH & Co
- ۲۰۱۶ افتتاح خط تولید جدید در نوگینسک، روسیه
- ۲۰۱۷ کسب مالکیت شرکت های Weil Pump, Scot Pump Karak Machine Corporation توسط "ویلو آمریکا"
- ۲۰۱۹ کسب مالکیت شرکت American-Marsh Pumps توسط "ویلو آمریکا"
- ۲۰۱۹ افتتاح دفتر مرکزی و تاسیسات تولیدی به مساحت 224 هزار فوت مربع در ایالات متحده آمریکا
- ۲۰۲۱ افتتاح "ویلو پارک"،مقراصلی جدید WILO SE در دورتموند به مساحت 200 هزار مترمربع

## واحدهای تولیدی

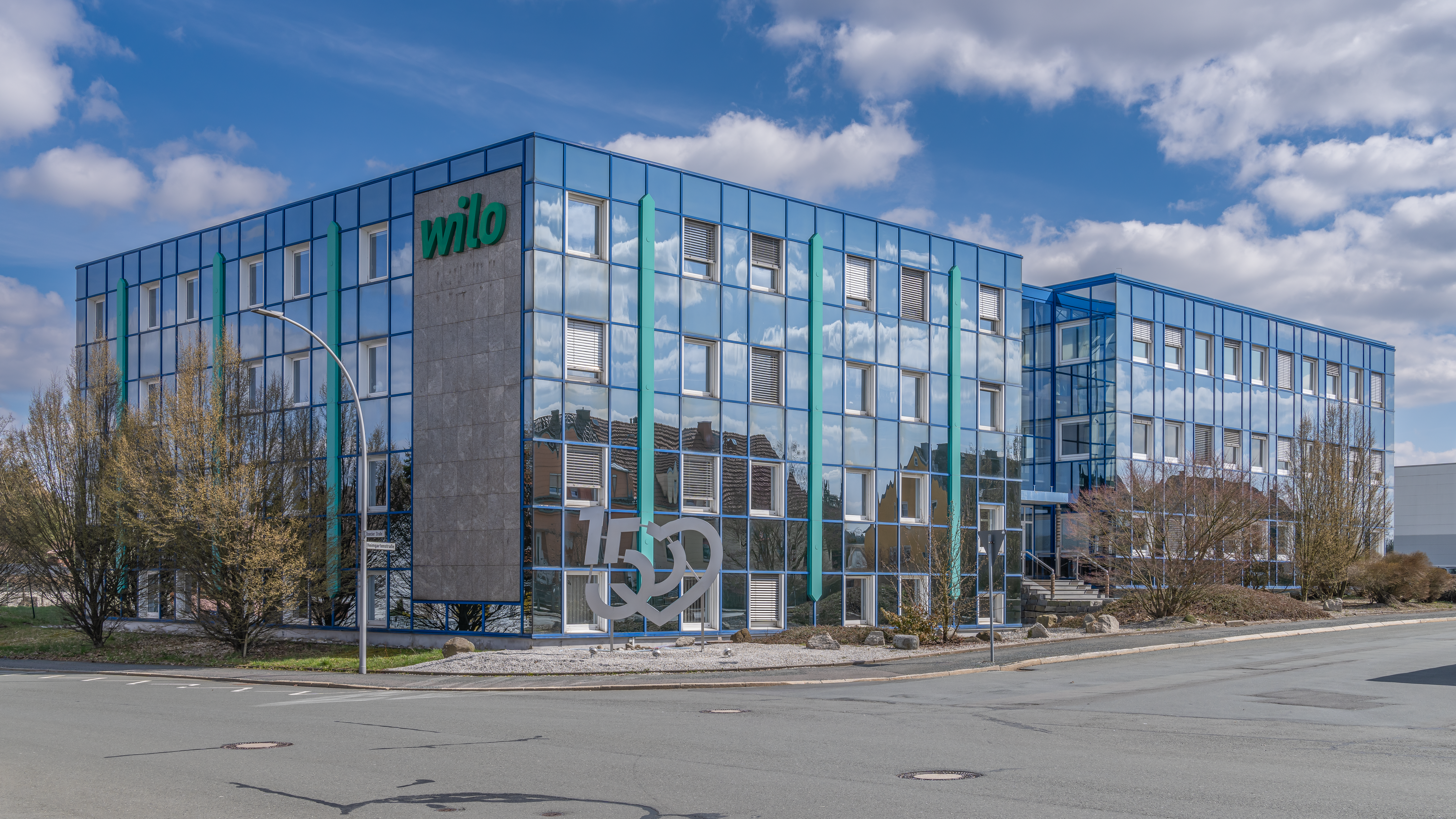
کارخانه تولید پمپ های صنعت آب و فاضلاب در هوف، آلمان

- WILO SE، دفترمرکزی و کارخانه اصلی تولید پمپ در دورتموند ،آلمان
- WILO SE, کارخانه تولید سیستم های بوسترپمپ در شهر اوشرسلیبن ، آلمان
- WILO SE ، کارخانه تولید پمپ های صنعت آب و فاضلاب در هوف، آلمان
- WILO EMU Anlagenbau GmbH در روت (ناحیه)، آلمان
- Wilo Salmson France SAS،  تولید پمپ های سیرکولاتور و طبقاتی در شهر لاوال فرانسه
- WILO Intec SAS کارخانه تولید پمپ های OEM برای بویلرهای گازسور دیواری ( پکیج ) در اوبینی-سور-نر ، فرانسه
- WILO USA LLC درسیدربرگ، ویسکانسین ، ایالات متحده آمریکا
- WILO USA LLC، تامسون‌ویل/ ایالات متحده
- WILO RUS ooo در نوگینسک، روسیه
- WILO چین Ltd. ، پکن / چین
- WILO ELEC China Ltd در کینگهوانگداو،  چین
- WILO Pumps Ltd دربوسان، کره جنوبی
- WILO Mather and Platt Pumps Pvt. Ltd در پونه (شهر)، هند
- WILO Mather and Platt Pumps Pvt. Ltd در کولاپور، هند
- WILO Pompa Sistemleri A. Ş استانبول، ترکیه
- WILO SYSTEMS SRL، بری / ایتالیا

## تولیدات گروه ویلو
- پمپ های سیرکولاتور
- پمپ های خطی
- پمپ های گریز از مرکز
- پمپ های شناورچاهی
- پمپ های لجن کش
- پمپ های کف کش
- ایستگاههای پیش ساخته برای جمع آوری فاضلاب
- بوستر پمپ
- پمپ های آتش نشانی